# 歐威廉
歐威廉爵士，KCMG（英語：Sir William Geoffrey Ehrman，1950年8月28日—），英國外交官及大使，通曉中文，早年獲派駐中國及香港等地，1980年代曾參與中、英間的香港前途談判，後來歷任港府政治顧問、外交大臣首席私人秘書及英國駐盧森堡大使等職。他在2006年至2010年期間出任英國駐華大使。
歐威廉爵士亦曾在英國從事與軍事情報有關的敏感工作，2002年至2004年間任外交部國防及情報總監，有份策劃英、美2003年出兵伊拉克的軍事行動，後來在2004年至2006年任內閣的三軍情報委員會主席。歐爵士以辦事效率高著稱，在外交部內深受敬重，有「雙腦比爾」（two brains Bill）之綽號。

## 生平

### 早年生涯
歐威廉在1950年8月28日生於英國，是家中三名兄弟之其中一位，父親為歷史學者約翰·派翠克·威廉·厄爾曼（John Patrick William Ehrman，1920年－2011年），曾於劍橋大學任教，母親則為蘇珊·布萊克（Susan Blake）。歐威廉早年入讀伊頓公學，後來升讀劍橋大學三一學院，主修中文。當時全班只有三人，課程以教授中國古文為主，他在1973年取得文學碩士一級榮譽學位畢業。

### 外交生涯
畢業後，歐威廉旋即加入外交部，並憑藉其中文才能獲派到遠東供職。他自1975年至1976年曾在香港學習中文，後於1976年至1978年間派到北京的英國駐華使館出任三等秘書，未幾升任為二等秘書。在1979年至1983年間，他改任英國駐聯合國代表團的一等秘書。在1983年至1984年，歐氏獲調返北京出任英國駐華使館一等秘書，當時中、英兩國正進行香港前途談判，並在1983年進入細節階段，英方遂派出以衛奕信爵士為組長的五人代表團與中方就細節進行磋商，歐威廉正是其中一位。中、英雙方代表團於1984年夏天達成協議，決定香港的主權在1997年移交中國。歐威廉擔任一等秘書任內，曾多次伴隨英方官員會見中方領導人，故談判期間亦多次見過鄧小平。
在1985年，歐威廉調回外交部香港司轄下的安全政策司工作，至1989年復派到香港擔任港府政治顧問，歷仕衛奕信爵士及彭定康兩任督憲；1993年返倫敦外交部出任近東及北非司司長，任內見證以色列及巴勒斯坦簽署《奧斯陸協議》。在1994年至1995年，他改任波斯尼亞聯絡小組英方委員，當時正值波黑戰爭，他參與了波斯尼亞一方的停戰談判。未幾，歐威廉於1995年改任外交大臣首席私人秘書，任內歷仕保守黨的韓達德、聶偉敬爵士及工黨的郭偉邦，向他們提供外交意見。在1997年，歐威廉曾隨郭偉邦前往香港出席主權交接儀式。
自1997年至1998年間，歐威廉不願再任外相秘書，於是請假一年，成功申請到位於上海的聯合利華（中國）任職一年，擔任政府事務顧問，以擴闊視野。到1998年，他重返政府，獲委任為英國駐盧森堡大使，上任時獲英女皇伊利沙伯二世授予CMG勳銜，後復於2000年調回外交部任國際安全事務主任，2002年獲擢升為外交部國防及情報總監，任內促成利比亞放棄發展大殺傷力武器，亦曾負責就國防部武器專家大衛·凱利博士離奇死亡一案處理輿論反應。歐威廉在2004年改派到內閣辦公室出任三軍情報委員會主席，同時兼任內閣辦情報及保安司首長。在出任三軍情報委員會主席以前，他早已在2002年10月出任該委員會的副主席一職，任內處理敏感軍事情報。
歐威廉在2006年1月獲任命為英國駐華大使，第三度到北京供職，任內協助促進中、英兩國的交流及關係。在2007年1月，他進一步獲英女皇頒授KCMG勳銜，成為爵士，以肯定他多年來在外交上為英國所作的貢獻。由於歐威廉在任外交部國防及情報總監期間曾參與策劃美、英在2003年出兵伊拉克的軍事行動，因此在2009年11月獲傳召出席伊拉克聆訊作供，他在聆訊承認英方在出兵前收到情報，表示伊拉克的確有可能沒有能力使用化學武器，但他同時強調伊拉克藐視聯合國決議，認為出兵合理。
歐威廉在2010年1月正式退休，結束四年駐華大使生涯，退出外交部，其空缺由吳思田填補。

## 家庭
歐威廉於1977年娶佩內洛普·安妮（Penelope Ann）為妻，佩內洛普乃二戰英國陸軍准將H·W·勒·帕杜雷（H. W. Le Patourel）之女，勒·帕杜雷本人曾獲勳維多利亞十字勳章。歐威廉爵士伉儷育有三女（分別在1977年、1979年及1986年生）及一子（1981年生），從事不同工作，包括醫生、工程師、時裝設計師及律師。此外，歐氏興趣包括航海、步行及滑雪，他本人為皇家遊艇會（Royal Cruising Club）會員。

## 榮譽

### 殊勳
- C.M.G.（1998年）
- K.C.M.G.（2007年元旦授勳名單）

### 頭銜
- 歐威廉（1950年8月28日－1998年）
- 歐威廉，CMG（1998年－2007年1月）
- 歐威廉爵士，KCMG（2007年1月－）

## 外部連結
- 英國駐華使領館 （页面存档备份，存于）
- 歐威廉爵士出席伊拉克聆訊 （页面存档备份，存于），BBC，2009年11月25日

| 政府职务          | 政府职务                          | 政府职务           |
| ----------------- | --------------------------------- | ------------------ |
| 前任： 尼克·埃蘭  | 英國駐盧森堡大使 1998年－2000年   | 繼任： 戈登·威瑟爾 |
| 前任： 韓魁發爵士 | 英國駐華大使 2006年1月－2010年1月 | 繼任： 吳思田      |